# Oluf Stigsen Krognos til Krapperup og Bollerup
Oluf Stigsen Krognos til Krapperup og Bollerup (omkring 1450 – omkring 1505) var en dansk rigsråd, far til Mourits Olufsen Krognos.
Han var søn af Stig Olufsen Krognos til Krapperup og Bollerup og Barbara Clausdatter Brahe og nævnes 1469. I 1483 var han ridder og 1492 rigsråd; fra 1486 og til 1501 nævnes han som lensmand på Varberg, og 1505 var han høvedsmand på Laholm. Han var tæt knyttet til sin fætter rigshofmesteren Poul Laxmand. 
Da ærkebisp Birger havde sigtet ham for at have været hovedmanden bag visse landsforræderske forbindelser med de svenske under krigen i Ditmarsken, måtte han sværge sin uskyld, men den mistanken var dog måske hovedårsag til, at han meget snart efter drabet på rigshofmesteren i 1502 trak sig tilbage fra dennes sag, skønt han straks havde optaget den dræbtes børn i sit hus og ført deres sag for rigsrådet. 
Med begge sine hustruer, Gertrud Knudsdatter Hase og Anne Mouritsdatter Gyldenstjerne til Ågård og Bregentved, forøgede han den rigdom, han havde arvet fra sine forældre, og særlig kendt er et overdådigt bryllup, som han arrangerede mellem sin eneste datter af første ægteskab, Magdalene, og Thyge Axelsen Brahe (død 1523). Han levede endnu 26. august 1505, men var død 23. marts 1506. Hans enke, Anne Mouritsdatter (død 1545), giftede sig siden med Predbjørn Clausen Podebusk.